# Аканы
Ака́ны (акан, акафо, камбоси, тон) — этническая группа, в основном представляющая население современной Ганы и Кот-д’Ивуара. В обоих государствах аканы представляют большинство населения, в целом же численность составляет около 20—40 млн человек. Аканы говорят на аканских языках.

## Область расселения. Численность
Проживают в Гане (населяет южные и центральные районы), Кот-д’Ивуаре (юго-восточный и центральные районы), Либерии, Нигерии, Того (северо-запад). Численность 11 млн человек. В Гане 8 млн, Кот-д’Ивуар 2,8 млн.

## Язык
Языки подразделяются на 3[сколько?] группы: гонжа (абуре, бетибе), того (подгруппы: биа, акан).
Акан относится к центральной группе ветви тано языков ква, где вместе с близкородственным языком аброн (включая васа) составляет аканскую подгруппу. Собственно акан представляет собой диалектный пучок, состоящий из диалектных групп фанти (мфантсе) и чви (тви), часто рассматриваемых также как отдельные языки. Последний включает диалекты: аквапим (собственно чви), ашанти (асанте), ачем, денчира, акваму и другие.

## Письменность
Письменность на основе латинской графики. В 1978 г. было принято решение о введении единой аканской орфографии, однако на практике для трёх основных диалектов (аквапим, ашанте и фанти) до сих пор используются собственные письменные стандарты.

## Религия
Большая часть акан христиане — протестанты и католики, также есть мусульмане-сунниты, приверженцы христианско-африканских церквей и местных традиционных верований.

## Этническая история
Аканы исторически занимают территорию Западной Африки со стороны Гвинейского залива.
Аканы ведут своё происхождение от мифического народа нтафо (нта, ntafo, tafo, nta), жившего севернее лесного пояса, где сейчас обитают гонжа, на севере нынешней Ганы. В XII—XIV вв. нтафо (протоаканы) двумя волнами переселились на юг — в лесную зону и на побережье Гвинейского залива. Причины миграции окончательно не установлены. По археологическим данным, наиболее ранние аканские поселения появились здесь около 1200 года. Первая волна переселенцев (некоторые авторы считают их предками современного народа гуан) достигла побережья Гвинейского залива между Виннебой и Кейп-Костом, двигаясь по среднему течению реки Вольты и через холмы Аквапим (Аквапимские холмы). Возможно, они также заняли окрестности Аккры, где вступили в контакты с уже пришедшими сюда га. Вторая волна двигалась западнее — вдоль рек Тано и Офин — и состояла из предков современных аканских этносов лесной зоны и гвинейского побережья, говорящих на диалектах чви и фанти. Во всяком случае, фантийцы, нзима, денчира и ряд других этносов возводят свое своё происхождение к Течиману. О древнейших обитателях лесной зоны практически ничего не известно. Га и адангме переселились в район Аккры в XV веке с территорий, расположенных к северу от залива Бенин. Миграции протоаканов на юг в этногенетических преданиях связываются с неким «государством» Кумбу (Kumbu), которое распалось вследствие каких-то войн.
После миграции на юг к концу XII века между племенами акан начались раздоры из-за обнаруженных здесь месторождений золота. С XIII века существовали довольно крупные государства Боно и Банда.
Древнейшим центром аканской цивилизации в лесной зоне считается основанный в XV веке город Боно-Мансо (Боно-Мансу), бывший, по-видимому, крупным центром торговли золотом. Его появление, вероятно, связано с увеличением потребности в золоте стран Судана в начале XV века. Боно-Мансо погиб под ударами ашанти в начале XVIII века. Руины Боно-Мансо сохранились в 180 км к северу от Кумаси. Развалины города Боно-Мансо, столицы Боно, свидетельствуют о высоком уровне культурного и экономического развития.
Боно, получивший в XVIII веке название Течиман, возник на границе с саванной рядом с известным городом Бего (Бигу, Биту) — главным коммерческим центром мандеязычных торговцев золотом и орехами кола. Бего играл важную роль в экономической и этносоциальной истории аканов вплоть до конца XVII века.

## Быт. Традиционные занятия
Основные традиционные занятия ручное земледелие (таро, кукуруза, просо, бананы, масличная пальма), лесоразработки, также работают в промышленности. Из ремёсел занимаются обработкой золота, металлов, резьбой по дереву.
Отличительная особенность народа — отсутствие татуировок и обряда обрезания. Однако у народности фанти, входящей в эту группу, практикуется шрамирование на лбу и на щеках.

## Традиционная социальная организация
Характерной для аканов является единство традиционной социальной организации из 7 родов. Используется 40-дневный календарь и 7-дневная неделя, дни которой используются в качестве первых личных имён — Адвоа (понедельник), Абена (вторник), Акуа (среда), Ахамиси (четверг), Кофи (пятница), Ама (суббота), Акосуа (воскресенье). Так, видный акан (точнее фанти) Кофи Аннан назван в честь пятницы.

## Традиционная пища
В основном в пищу аканы употребляют каши, жареные, варёные корнеплоды, острые приправы, овощи с пальмовым маслом.